# Platypalpus ochrocera
Platypalpus ochrocera är en tvåvingeart som först beskrevs av Collin 1961.  Platypalpus ochrocera ingår i släktet Platypalpus och familjen puckeldansflugor. Inga underarter finns listade i Catalogue of Life.